# Cesare Airaghi
Cesare Airaghi (Milano, 4 ottobre 1840 – Adua, 1º marzo 1896) è stato un militare italiano medaglia d'oro al valor militare.

## Biografia
Combatté volontario nell'esercito del Regno di Sardegna a Palestro 1859 nella Seconda Guerra di indipendenza e poi a Borgo e a Levico nella Terza (1866)
Partecipò alla guerra di Abissinia dove incontrò morte gloriosa nella battaglia di Adua al comando del proprio reggimento della brigata Dabormida.
Gli fu conferita la Medaglia d'oro al valor militare alla memoria e una lapide fu posta sulla facciata della sua casa natale.

## Onorificenze
A Cesare Airaghi è dedicata una via nel centro della Delegazione ed ex-Comune di Pra', oggi parte della Città Metropolitana di Genova, e a Milano, fra Villapizzone e il quartiere Mac Mahon.